# Розалія Артеага
Розалія Артеага Серрано (ісп. Rosalía Arteaga Serrano; нар. 5 грудня 1956) — еквадорська політична діячка, упродовж двох днів (9—11 лютого 1997) виконувала обов'язки президента країни. До (з 1996) та після цього (до 1998) — віце-президент Еквадору.

## Кар'єра
11 лютого 1997 року за підтримки Конгресу та армії президентом став Фабіан Аларкон. Артеага подала у відставку з посту віце-президента у березні 1998 року. Того ж року брала участь у президентських виборах, але програла їх, набравши 3 % голосів виборців.
Є членом редколегії енциклопедії «Британіка».